# 24 км (Соль-Ілецький міський округ)
24 км (рос. 24 км) — селище у складі Соль-Ілецького міського округу Оренбурзької області, Росія.

## Населення
Населення — 14 осіб (2010; 25 у 2002).
Національний склад (станом на 2002 рік):
- росіяни — 48 %
- казахи — 40 %